# Robinson Ekspeditionen 2009
Robinson Ekspeditionen 2009 er den 12. udgave af det danske realityshow Robinson Ekspeditionen. Sæsonen havde premiere mandag den 31. august 2009 på TV3.
I denne udgave er Robinson Utopia, de udstødtes ø, genopstået. Her sendes deltagerne ud når de stemmes ud af selve ekspeditionen, og har her en mulighed for at kæmpe sig tilbage til ekspeditionen.
Finalen blev afgjort den 23. november, hvor Villy Eenberg vandt over Maureen Dela Cruz og Nicolai Karlsson.

## Deltagere i Robinson Ekspeditionen 2009
| Navn                             | Robinsin/Utopia/Ude | Placering   |
| -------------------------------- | ------------------- | ----------- |
| Andrew Prasana                   | Ude                 | 5.Pladsen   |
| Anita Ane Christensen            | Ude                 | 19.Pladsen  |
| Ditte Büchmann Jensen (Muldvarp) | Ude                 |             |
| Eileen Holm Pehrsson             | Ude                 |             |
| Jan Andersen                     | Ude                 |             |
| Johannes Vasco Lockwood          | Ude                 | 6.Pladsen   |
| Kenneth Robert Jensen            | Ude                 | 18.Pladsen  |
| Kim Duelund                      | Ude                 |             |
| Linda Andersen Gaisie            | Ude                 | 17.Pladsen  |
| Lotte Ebdrup                     | Ude                 |             |
| Michael Kristiansen              | Ude                 | 21. Pladsen |
| Mira Wassini Thomsen             | Ude                 |             |
| Nicolai Karlsson                 | Ude                 | 3.Pladsen   |
| Nicolai Stage Kraul              | Ude                 |             |
| Rasmus Bjerregaard               | Ude                 |             |
| Sandra Adelheid                  | Ude                 |             |
| Sascha Bredgaard Kristiansen     | Ude                 | 22. Pladsen |
| Søren Petersen                   | Ude                 | 4.Pladsen   |
| Theresse Gry Trebbien            | Ude                 |             |
| Trine Louise Sie Lindeborg       | Ude                 | 20.Pladsen  |
| Villy Eenberg                    | Ude                 | VINDER      |
| Maureen De la Cruz               | Ude                 | 2.Pladsen   |